# 2010-es női vízilabda-Európa-bajnokság
A 2010-es női vízilabda-Európa-bajnokság a 13. volt a női Európa-bajnokságok történetében. A tornát Horvátország rendezte Zágrábban, 2010. augusztus 31. – szeptember 10. között, a férfi Eb-vel egyidőben. A címvédő az orosz vízilabda-válogatott volt, amely megvédte címét.
A magyar válogatott a B csoportban kezdett. A négy közé jutásért a címvédő, és későbbi győztes orosz csapat ellen vereséget szenvedett, az 5. helyért játszott mérkőzést azonban megnyerte.
Az Európa-bajnokság helyszínéről 2008. március 23-án döntött az európai úszószövetség (LEN) a hollandiai Eindhovenben. A rendezésre Debrecen és a romániai Nagyvárad közösen is pályázott, végül a horvát Zágráb pályázata nyert 9–6 arányban.

## Sorsolás
Az Európa-bajnokság csoportbeosztását 2010. május 21-én Zágrábban sorsolták.

## Lebonyolítás
A tornán 8 ország válogatottja vett részt. A csapatokat 2 darab 4 csapatból álló csoportokba sorsolták. A csoporton belül körmérkőzéses lebonyolítás döntötte el a csoportok végeredményét. A csoportmérkőzések után az első helyezettek közvetlenül az elődöntőbe kerültek. A második és harmadik helyezettek keresztbe játszással döntötték el az elődöntőbe jutást. A negyedik helyezettek a 7. helyért játszottak.

## Csoportkör
| Színmagyarázat                                                                                   |
| ------------------------------------------------------------------------------------------------ |
| A csoportok első helyezettjei bejutottak az elődöntőbe.                                          |
| A csoportok második és harmadik helyezettjei a 4 közé jutásért egy további mérkőzést játszottak. |
| A csoportok negyedik helyezettjei a 7. helyért játszhattak.                                      |

Minden időpont közép-európai nyári idő szerint van feltüntetve.

### A csoport
| Csapat       | M | Gy | D | V | G+ | G– | Gk  | P |
| ------------ | - | -- | - | - | -- | -- | --- | - |
| Görögország  | 3 | 2  | 1 | 0 | 43 | 16 | +27 | 7 |
| Oroszország  | 3 | 1  | 2 | 0 | 47 | 22 | +25 | 5 |
| Olaszország  | 3 | 1  | 1 | 1 | 39 | 22 | +17 | 4 |
| Horvátország | 3 | 0  | 0 | 3 | 10 | 79 | –69 | 0 |

| 3. mérkőzés 2010. augusztus 31. 18:00 | Horvátország               | 3–28        | Oroszország | Játékvezetők: Mark Levin (ISR), Ursula Wengenroth (SUI) |
| 3. mérkőzés 2010. augusztus 31. 18:00 | (0–8, 0–4, 1–11, 2–5)      |             | | Játékvezetők: Mark Levin (ISR), Ursula Wengenroth (SUI) |
| 3. mérkőzés 2010. augusztus 31. 18:00 | Sehic, Supraha, Kalauz 1–1 | Jegyzőkönyv | Konukh 7, Soboleva, Gaufler 4–4, Prokofyeva 3, Tankeeva, Antonova, Belyaeva, Ivanova 2–2, Pustynnikova, Ryzhova-Alenicheva 1–1 | Játékvezetők: Mark Levin (ISR), Ursula Wengenroth (SUI) |

| 4. mérkőzés 2010. augusztus 31. 19:30 | Görögország                                               | 7–5         | Olaszország                                | Játékvezetők: Mihailo Ciric (SRB), Axel Bender (GER) |
| 4. mérkőzés 2010. augusztus 31. 19:30 | (2–1, 0–3, 2–0, 3–1)                                      |             |                                            | Játékvezetők: Mihailo Ciric (SRB), Axel Bender (GER) |
| 4. mérkőzés 2010. augusztus 31. 19:30 | Roumpesi, Gerolymou 2–2, Tsoukala, Asimaki, Antonakou 1–1 | Jegyzőkönyv | Rocco 2, Casanova, Radicchi, Garibotti 1–1 | Játékvezetők: Mihailo Ciric (SRB), Axel Bender (GER) |

| 6. mérkőzés 2010. szeptember 2. 16:30 | Görögország                        | 7–7         | Oroszország                                                      | Játékvezetők: Sergio Borrell (ESP), Mihailo Ciric (SRB) |
| 6. mérkőzés 2010. szeptember 2. 16:30 | (1–2, 3–4, 2–0, 1–1)               |             |                                                                  | Játékvezetők: Sergio Borrell (ESP), Mihailo Ciric (SRB) |
| 6. mérkőzés 2010. szeptember 2. 16:30 | Roumpesi, Gerolymou 3–3, Asimaki 1 | Jegyzőkönyv | Belyaeva 2, Glyzina, Konukh, Pustynnikova, Tankeeva, Ivanova 1–1 | Játékvezetők: Sergio Borrell (ESP), Mihailo Ciric (SRB) |

| 7. mérkőzés 2010. szeptember 2. 18:00 | Horvátország                            | 3–22        | Olaszország                                                                                      | Játékvezetők: Nebojsa Stajkovic (MKD), Jürgen Hausche (GER) |
| 7. mérkőzés 2010. szeptember 2. 18:00 | (0–6, 1–5, 0–7, 2–4)                    |             |                                                                                                  | Játékvezetők: Nebojsa Stajkovic (MKD), Jürgen Hausche (GER) |
| 7. mérkőzés 2010. szeptember 2. 18:00 | Miljkovic, Reic-Kranjac, Artukovich 1–1 | Jegyzőkönyv | Garibotti, Bianconi 4–4, Emmolo, Cotti 3–3, Abbate, Casanova, Aiello 2–2, Motta, Frassinetti 1–1 | Játékvezetők: Nebojsa Stajkovic (MKD), Jürgen Hausche (GER) |

| 11. mérkőzés 2010. szeptember 4. 18:00 | Horvátország                         | 4–29        | Görögország                                                                       | Játékvezetők: Anton Bervoets (NED), Nebojsa Stajkovic (MKD) |
| 11. mérkőzés 2010. szeptember 4. 18:00 | (2–7, 0–7, 1–7, 1–8)                 |             |                                                                                   | Játékvezetők: Anton Bervoets (NED), Nebojsa Stajkovic (MKD) |
| 11. mérkőzés 2010. szeptember 4. 18:00 | Stanicic 2, Reic-Kranjac, Kalauz 1–1 | Jegyzőkönyv | Liosi, Gerolymou 6–6, Antonakou 5, Avramidou 4, Asimaki, Roumpesi 3–3, Tsoukala 2 | Játékvezetők: Anton Bervoets (NED), Nebojsa Stajkovic (MKD) |

| 12. mérkőzés 2010. szeptember 4. 19:30 | Oroszország                                                                            | 12–12       | Olaszország                                                              | Játékvezetők: Axel Bender (GER), Juhász György (HUN) |
| 12. mérkőzés 2010. szeptember 4. 19:30 | (1–5, 5–0, 2–1, 4–6)                                                                   |             |                                                                          | Játékvezetők: Axel Bender (GER), Juhász György (HUN) |
| 12. mérkőzés 2010. szeptember 4. 19:30 | Ivanova 3, Prokofyeva, Konukh, Tankeeva 2–2, Glyzina, Ryzhova-Alenicheva, Antonova 1–1 | Jegyzőkönyv | Emmolo 3, Motta, Garibotti, Bianconi 2–2, Abbate, Casanova, Radicchi 1–1 | Játékvezetők: Axel Bender (GER), Juhász György (HUN) |

### B csoport
| Csapat        | M | Gy | D | V | G+ | G– | Gk | P |
| ------------- | - | -- | - | - | -- | -- | -- | - |
| Hollandia     | 3 | 2  | 0 | 1 | 33 | 26 | +7 | 6 |
| Spanyolország | 3 | 2  | 0 | 1 | 32 | 28 | +4 | 6 |
| Magyarország  | 3 | 1  | 1 | 1 | 29 | 31 | –2 | 4 |
| Németország   | 3 | 0  | 1 | 2 | 30 | 39 | –9 | 1 |

| 1. mérkőzés 2010. augusztus 31. 15:00 | Spanyolország                                   | 12–10       | Németország                                                | Játékvezetők: Pierre Bonnay (FRA), Mario Brguljan (MNE) |
| 1. mérkőzés 2010. augusztus 31. 15:00 | (3–2, 5–2, 3–4, 1–2)                            |             |                                                            | Játékvezetők: Pierre Bonnay (FRA), Mario Brguljan (MNE) |
| 1. mérkőzés 2010. augusztus 31. 15:00 | Gil 4, Meseguer 3, Tarragó, Garcia 2–2, Espar 1 | Jegyzőkönyv | Blomenkamp 3, Kern, Zollner 2–2, Rohe, Kruszona, Gelse 1–1 | Játékvezetők: Pierre Bonnay (FRA), Mario Brguljan (MNE) |

| 2. mérkőzés 2010. augusztus 31. 16:30 | Hollandia                                                                | 8–9         | Magyarország                                           | Játékvezetők: Svetlana Dreval (RUS), Francesc Xavier Buch (ESP) |
| 2. mérkőzés 2010. augusztus 31. 16:30 | (2–3, 0–1, 1–3, 5–2)                                                     |             |                                                        | Játékvezetők: Svetlana Dreval (RUS), Francesc Xavier Buch (ESP) |
| 2. mérkőzés 2010. augusztus 31. 16:30 | J. Cabout, van Belkum 2, M. Cabout, Hakhverdian, Vermeer, Stomphorst 1–1 | Jegyzőkönyv | Szűcs 4, Bujka 2, Valkai, Keszthelyi, Kisteleki D. 1–1 | Játékvezetők: Svetlana Dreval (RUS), Francesc Xavier Buch (ESP) |

| 5. mérkőzés 2010. szeptember 2. 15:00 | Hollandia                                                                               | 17–10       | Németország                                                        | Játékvezetők: Nikalaos Stavropoulos (GRE), Svetlana Dreval (RUS) |
| 5. mérkőzés 2010. szeptember 2. 15:00 | (5–1, 6–6, 2–2, 4–1)                                                                    |             |                                                                    | Játékvezetők: Nikalaos Stavropoulos (GRE), Svetlana Dreval (RUS) |
| 5. mérkőzés 2010. szeptember 2. 15:00 | Klein, Vermeer 4–4, M. Cabout 3, van Belkum, J. Cabout 2–2, Hakhverdian, Stomphorst 1–1 | Jegyzőkönyv | Klein 3, Zollner 2, Dierolf, Blomenkamp, Kruszona, Kern, Gelse 1–1 | Játékvezetők: Nikalaos Stavropoulos (GRE), Svetlana Dreval (RUS) |

| 8. mérkőzés 2010. szeptember 2. 19:30 | Spanyolország                                        | 13–10       | Magyarország                                                | Játékvezetők: Ursula Wengenroth (SUI), Mihai Simion (ROU) |
| 8. mérkőzés 2010. szeptember 2. 19:30 | (3–3, 3–2, 5–2, 2–3)                                 |             |                                                             | Játékvezetők: Ursula Wengenroth (SUI), Mihai Simion (ROU) |
| 8. mérkőzés 2010. szeptember 2. 19:30 | Tarragó 4, Ortiz, Pena, Meseguer, Garcia 2–2, Blas 1 | Jegyzőkönyv | Kisteleki D., Drávucz 3–3, Takács 2, Keszthelyi, Valkai 1–1 | Játékvezetők: Ursula Wengenroth (SUI), Mihai Simion (ROU) |

| 9. mérkőzés 2010. szeptember 4. 15:00 | Németország                                           | 10–10       | Magyarország                        | Játékvezetők: Georgios Stravridis (GRE), Miroslav Vlasic (CRO) |
| 9. mérkőzés 2010. szeptember 4. 15:00 | (4–3, 3–2, 1–1, 2–4)                                  |             |                                     | Játékvezetők: Georgios Stravridis (GRE), Miroslav Vlasic (CRO) |
| 9. mérkőzés 2010. szeptember 4. 15:00 | Blomenkamp 3, Kruszona, Gelse, Zollner 2–2, Salloum 1 | Jegyzőkönyv | Kisteleki D. 5, Drávucz 4, Takács 1 | Játékvezetők: Georgios Stravridis (GRE), Miroslav Vlasic (CRO) |

| 10. mérkőzés 2010. szeptember 4. 16:30 | Spanyolország                                   | 7–8         | Hollandia                                                                 | Játékvezetők: Mihai Simion (ROU), Stefano Riccitelli (ITA) |
| 10. mérkőzés 2010. szeptember 4. 16:30 | (2–4, 1–3, 1–0, 3–1)                            |             |                                                                           | Játékvezetők: Mihai Simion (ROU), Stefano Riccitelli (ITA) |
| 10. mérkőzés 2010. szeptember 4. 16:30 | Tarragó, Garcia 2–2, Gil, Miranda, Meseguer 1–1 | Jegyzőkönyv | M. Cabout 2, Smit, Hakhverdian, van Belkum, Klein, J. Cabout, Vermeer 1–1 | Játékvezetők: Mihai Simion (ROU), Stefano Riccitelli (ITA) |

## Rájátszás
|  |               |               |               |               |               |               |                |             |             |             |                |                |                |
|  | Negyeddöntők  | Negyeddöntők  | Negyeddöntők  |               |               | Elődöntők     | Elődöntők      | Elődöntők   |             |             | Döntő          | Döntő          | Döntő          |
|  | Negyeddöntők  | Negyeddöntők  | Negyeddöntők  |               |               | Elődöntők     | Elődöntők      | Elődöntők   |             |             | Döntő          | Döntő          | Döntő          |
|  | szeptember 6. | szeptember 6. | szeptember 6. | szeptember 8. | szeptember 8. | szeptember 8. |                |             |             |             |                |                |                |
|  | szeptember 6. | szeptember 6. | szeptember 6. | szeptember 8. | szeptember 8. | szeptember 8. |                |             |             |             |                |                |                |
|  | B2            | Spanyolország | 9             | A1            | Görögország   | 10            |                |             |             |             |                |                |                |
|  | B2            | Spanyolország | 9             | A1            | Görögország   | 10            |                |             |             |             |                |                |                |
|  | A3            | Olaszország   | 10            |               |               |               | Olaszország    | 5           |             |             | szeptember 10. | szeptember 10. | szeptember 10. |
|  | A3            | Olaszország   | 10            |               |               |               | Olaszország    | 5           |             |             | szeptember 10. | szeptember 10. | szeptember 10. |
|  |               |               |               |               |               |               | Görögország    | Görögország | 6           |             |                |                |                |
|  |               |               |               |               |               |               | Görögország    | Görögország | 6           |             |                |                |                |
|  | szeptember 6. | szeptember 6. | szeptember 6. | szeptember 8. | szeptember 8. | szeptember 8. |                |             | Oroszország | Oroszország | 11             |                |                |
|  | szeptember 6. | szeptember 6. | szeptember 6. | szeptember 8. | szeptember 8. | szeptember 8. |                |             | Oroszország | Oroszország | 11             |                |                |
|  | A2            | Oroszország   | 12            | B1            | Hollandia     | 7             |                |             |             |             |                |                |                |
|  | A2            | Oroszország   | 12            | B1            | Hollandia     | 7             |                |             |             |             |                |                |                |
|  | B3            | Magyarország  | 9             |               |               |               | Oroszország    | 10          |             |             | Bronzmérkőzés  | Bronzmérkőzés  | Bronzmérkőzés  |
|  | B3            | Magyarország  | 9             |               |               |               | Oroszország    | 10          |             |             | Bronzmérkőzés  | Bronzmérkőzés  | Bronzmérkőzés  |
|  |               |               |               |               |               |               | szeptember 10. |             |             |             |                |                |                |
|  |               |               |               |               |               |               |                |             |             |             |                |                |                |
|  |               |               |               | Olaszország   | Olaszország   | 12            |                |             |             |             |                |                |                |
|  |               |               |               | Olaszország   | Olaszország   | 12            |                |             |             |             |                |                |                |
|  |               |               |               | Hollandia     | Hollandia     | 14            |                |             |             |             |                |                |                |
|  |               |               |               | Hollandia     | Hollandia     | 14            |                |             |             |             |                |                |                |
|  |               |               |               |               |               |               |                |             |             |             |                |                |                |

### A 4 közé jutásért
| 14. mérkőzés 2010. szeptember 6. 17:30 | Oroszország                                                                                          | 12–9        | Magyarország                                            | Játékvezetők: Pierre Bonnay (FRA), Mihailo Ciric (SRB) |
| 14. mérkőzés 2010. szeptember 6. 17:30 | (3–2, 4–3, 4–2, 1–2)                                                                                 |             |                                                         | Játékvezetők: Pierre Bonnay (FRA), Mihailo Ciric (SRB) |
| 14. mérkőzés 2010. szeptember 6. 17:30 | Ivanova 3, Konukh, Belyaeva 2–2, Glyzina, Prokofyeva, Pustynnikova, Ryzhova-Alenicheva, Soboleva 1–1 | Jegyzőkönyv | Drávucz 4, Kisteleki D. 2, Takács, Keszthelyi, Tóth 1–1 | Játékvezetők: Pierre Bonnay (FRA), Mihailo Ciric (SRB) |

| 15. mérkőzés 2010. szeptember 6. 19:30 | Spanyolország                           | 9–10        | Olaszország                                        | Játékvezetők: Mario Brguljan (MNE), Miroslav Vlasic (CRO) |
| 15. mérkőzés 2010. szeptember 6. 19:30 | (2–3, 2–3, 4–3, 1–1)                    |             |                                                    | Játékvezetők: Mario Brguljan (MNE), Miroslav Vlasic (CRO) |
| 15. mérkőzés 2010. szeptember 6. 19:30 | Gil 5, Espar, Tarragó, Pena, Garcia 1–1 | Jegyzőkönyv | Bianconi, Cotti 3–3, Motta 2, Casanova, Emmolo 1–1 | Játékvezetők: Mario Brguljan (MNE), Miroslav Vlasic (CRO) |

### Elődöntők
| 17. mérkőzés 2010. szeptember 8. 17:30 | Olaszország                              | 5–10        | Görögország                                                             | Játékvezetők: Kun György (HUN), Mihai Simion (ROU) |
| 17. mérkőzés 2010. szeptember 8. 17:30 | (0–3, 2–4, 2–1, 1–2)                     |             |                                                                         | Játékvezetők: Kun György (HUN), Mihai Simion (ROU) |
| 17. mérkőzés 2010. szeptember 8. 17:30 | Garibotti 2, Abbate, Bianconi, Cotti 1–1 | Jegyzőkönyv | Gerolymou 4, Tsoukala, Psouni, Avramidou, Roumpesi, Antonakou, Lara 1–1 | Játékvezetők: Kun György (HUN), Mihai Simion (ROU) |

| 18. mérkőzés 2010. szeptember 8. 20:00 | Oroszország                                                                   | 10–7        | Hollandia                                     | Játékvezetők: Andrej Franulovic (CRO), Ursula Wengenroth (SUI) |
| 18. mérkőzés 2010. szeptember 8. 20:00 | (3–1, 3–3, 2–1, 2–2)                                                          |             |                                               | Játékvezetők: Andrej Franulovic (CRO), Ursula Wengenroth (SUI) |
| 18. mérkőzés 2010. szeptember 8. 20:00 | Prokofyeva 3, Soboleva, Ivanova 2–2, Konukh, Ryzhova-Alenicheva, Belyaeva 1–1 | Jegyzőkönyv | van Belkum 3, Cabout 2, Smit, Hakhverdian 1–1 | Játékvezetők: Andrej Franulovic (CRO), Ursula Wengenroth (SUI) |

### A 7. helyért
| 13. mérkőzés 2010. szeptember 6. 15:30 | Horvátország                          | 7–23        | Németország                                                                                                  | Játékvezetők: Ursula Wengenroth (SUI), Svetlana Dreval (RUS) |
| 13. mérkőzés 2010. szeptember 6. 15:30 | (2–7, 1–6, 3–4, 1–6)                  |             | | Játékvezetők: Ursula Wengenroth (SUI), Svetlana Dreval (RUS) |
| 13. mérkőzés 2010. szeptember 6. 15:30 | Reic-Kranjac 3, Miljkovic, Kalauz 2–2 | Jegyzőkönyv | Kruszona 5, Dierolf 4, Blomenkamp 3, Steinhauer, Gelse, Zollner 2–2, Rohe, Salloum, Kern, Klein, Seyfert 1–1 | Játékvezetők: Ursula Wengenroth (SUI), Svetlana Dreval (RUS) |

### Az 5. helyért
| 16. mérkőzés 2010. szeptember 8. 15:30 | Magyarország                                                       | 10–7        | Spanyolország                              | Játékvezetők: Axel Bender (GER), Stefano Riccitelli (ITA) |
| 16. mérkőzés 2010. szeptember 8. 15:30 | (3–0, 2–4, 3–2, 2–1)                                               |             |                                            | Játékvezetők: Axel Bender (GER), Stefano Riccitelli (ITA) |
| 16. mérkőzés 2010. szeptember 8. 15:30 | Valkai 3, Bujka, Kisteleki D. 2–2, Takács, Drávucz, Keszthelyi 1–1 | Jegyzőkönyv | Meseguer 3, Gil, Miranda, Blas, Garcia 1–1 | Játékvezetők: Axel Bender (GER), Stefano Riccitelli (ITA) |

### Bronzmérkőzés
| 19. mérkőzés 2010. szeptember 10. 17:30 | Olaszország                                                                      | 12–14       | Hollandia                                                          | Játékvezetők: Wengenroth Ursula (SUI), Juhász György (HUN) |
| 19. mérkőzés 2010. szeptember 10. 17:30 | (1–5, 4–3, 3–3, 4–3)                                                             |             |                                                                    | Játékvezetők: Wengenroth Ursula (SUI), Juhász György (HUN) |
| 19. mérkőzés 2010. szeptember 10. 17:30 | Bianconi 3, Aiello, Cotti 2, Radicchi, Garibotti, Emmolo, Rocco, Frassinetti 1–1 | Jegyzőkönyv | van Belkum, Cabout 4–4, Cabout, Hakhverdian 2–2, Smit, Vermeer 1–1 | Játékvezetők: Wengenroth Ursula (SUI), Juhász György (HUN) |

### Döntő
| 20. mérkőzés 2010. szeptember 10. 20:00 | Görögország            | 6–11        | Oroszország                                                              | Játékvezetők: Boris Margeta (SLO), Sergio Borrell (ESP) |
| 20. mérkőzés 2010. szeptember 10. 20:00 | (1–3, 3–3, 1–2, 1–3)   |             |                                                                          | Játékvezetők: Boris Margeta (SLO), Sergio Borrell (ESP) |
| 20. mérkőzés 2010. szeptember 10. 20:00 | Asimaki 4, Gerolymou 2 | Jegyzőkönyv | Glyzina, Konukh, Soboleva, Ivanova 2–2, Tankeeva, Antonova, Belyaeva 1–1 | Játékvezetők: Boris Margeta (SLO), Sergio Borrell (ESP) |

| A 2010-es női vízilabda-Európa-bajnokság győztese |
| ------------------------------------------------- |
| · Oroszország · 3. cím                            |

## Végeredmény
| Helyezés | Csapat        | M | Gy | D | V | G+ | G–  | Gk  | P  |
| -------- | ------------- | - | -- | - | - | -- | --- | --- | -- |
| Arany    | Oroszország   | 6 | 4  | 2 | 0 | 80 | 44  | +36 | 14 |
| Ezüst    | Görögország   | 5 | 3  | 1 | 1 | 59 | 32  | +27 | 10 |
| Bronz    | Hollandia     | 5 | 3  | 0 | 2 | 54 | 48  | +6  | 9  |
| 4.       | Olaszország   | 6 | 2  | 1 | 3 | 66 | 55  | +11 | 7  |
|          |               |   |    |   |   |    |     |     |    |
| 5.       | Magyarország  | 5 | 2  | 1 | 2 | 48 | 50  | –2  | 7  |
| 6.       | Spanyolország | 5 | 2  | 0 | 3 | 48 | 48  | 0   | 6  |
| 7.       | Németország   | 4 | 1  | 1 | 2 | 53 | 46  | +7  | 4  |
| 8.       | Horvátország  | 4 | 0  | 0 | 4 | 17 | 102 | –85 | 0  |